# Strychnos fendleri
Strychnos fendleri är en tvåhjärtbladig växtart som beskrevs av Thomas Archibald Sprague och Sandwith. Strychnos fendleri ingår i släktet Strychnos och familjen Loganiaceae. Inga underarter finns listade i Catalogue of Life.